# Ельдигино
Ельди́гино (изначально Елде́гино) — село в составе городского округа Пушкинский Московской области. Население — 1172 чел. (2010).

## География
Расположено на обоих берегах реки Вязи, впадающей в Пестовское водохранилище системы канала имени Москвы.

## История

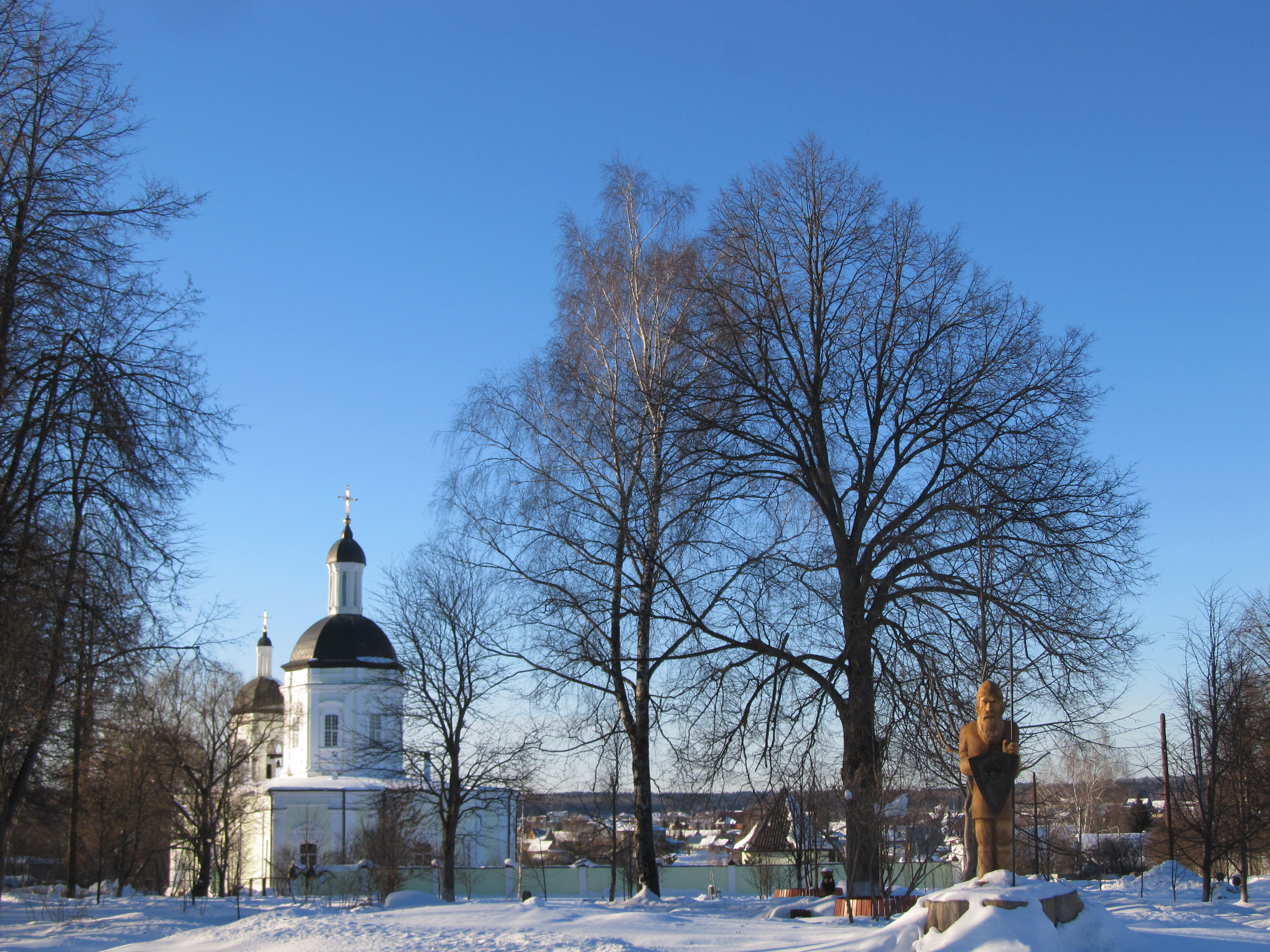
Церковь Троицы Живоначальной 1735 года постройки

Селом Елдегино в XVI веке владел Юрий Шеин, который, скорее всего, получил его от родоначальников Шеиных и Тучковых - Василия Михайловича Шеи и отца Василия "Тучко" - Бориса Михайловича. 
Село Елдегино с деревянной церковью Покрова Пресвятой Богородицы еще в 1589 году числилось как подмосковная вотчина княжны Фетиньи (урожд. Бахтеярова-Ростовская). Она была дочерью воеводы и боярина Владимира Ивановича Бахтеярова-Ростовского, от которого и могла получить село в качестве приданого. Она была замужем за князем Юрием Андреевичем Сицким (входил в близкое окружение царя Михаила Романова), который и стал следующим владельцем уже сельца в 1630 году. В 1646 году село принадлежало вдове Юрия, той же Фетинье, при которой здесь была выстроена деревянная церковь  Рождества Пресвятой Богородицы. По переписным книгам 1646 года в Елдегино, помимо деревянных церквей Покрова Пресвятой Богородицы и Рождества Пресвятой Богородицы, были боярский двор, скотный двор, 7 дворов дворовых людей (18 человек), 19 крестьянских дворов (49 человек). По духовному завещанию 1655 года княгиня передала село дочери царя Алексея Михайловича, Евдокии. В 1662 году село было куплено князем Григорием Семеновичем Куракиным (сыном Елены Васильевны Бахтеяровой-Ростовской и двоюродным братом княгини Сицкой) у Александра Митрополитова. В это время в селе было две церкви: одна Рождественская (с приделами Ильи Пророка и Макария Желтоводского), другая - во имя св. Анастасии Узорешительницы. В 1678 году здесь уже значится и дом приказчика. В 1685 году Елдигино принадлежало князю Михаилу Ивановичу Куракину (внук Григория), а в 1694 году его брату князю Борису Ивановичу (сподвижнику и свояку Петра I). 
При князе А. Б. Куракине в 1735 году здесь была построена Троицкая церковь. С 1802 года — владение дворянина Н. М. Гусятникова, а в середине XIX в. усадьба принадлежала его зятю, действительному статскому советнику С. И. Любимову. Последние владельцы (с 1877 года) — фабрикант Е. И. Арманд и его сын А. Е. Арманд (муж Иннесы Арманд).
В 1994—2006 годах Ельдигино — центр Ельдигинского сельского округа.

## Население
| 1646  | 1678  | 1859 | 1890 | 1899 | 1926 | 2002  |
| ----- | ----- | ---- | ---- | ---- | ---- | ----- |
| 67    | ↗77   | ↗256 | ↗269 | ↗299 | ↗418 | ↗1239 |
| 2006  | 2010  |      |      |      |      |       |
| ↗1286 | ↘1172 |      |      |      |      |       |

## Транспорт
- 25 (пл. Правда — Ельдигино — Тишково)[13]
- 32 (пл. Правда — Ельдигино — Алёшино — Луговая)[14]
- 37 (пл. Зеленоградская — Алёшино — Ординово — Новое Гришино)[15]